# Caldaia (riscaldamento)
Una caldaia, in un impianto di riscaldamento, è l'apparecchiatura che per mezzo di combustione trasmette calore a un liquido (generalmente acqua), senza che avvenga la sua ebollizione, con lo scopo di distribuire il calore a un ambiente tramite il sistema di distribuzione e di emissione dell'impianto stesso.

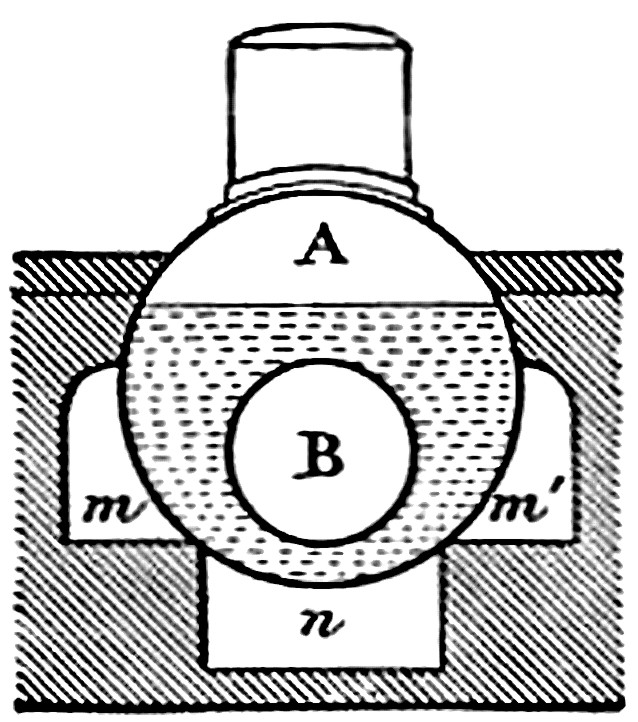
Sezione di un generatore di vapore "Cornovaglia"

Se tale apparecchiatura causa il cambiamento di stato dell'acqua da liquido ad aeriforme in modo continuo e in condizioni controllate, è chiamata generatore di vapore, il quale è tipicamente accoppiato a turbine per la produzione di energia elettrica.

## Storia
Parte dell'evoluzione delle caldaie è dovuta all'evoluzione dei combustibili. Dal legno dei primordi, verso il XVIII secolo si è passati al carbone, rimasto per 150 anni il combustibile principe; la combustione avveniva nel focolare, sostanzialmente una griglia su cui veniva posto il combustibile solido in modo più o meno meccanizzato e da cui venivano evacuate le ceneri, anch'esse in modo più o meno meccanizzato.
Nel XX secolo il carbone è stato gradualmente soppiantato dai combustibili liquidi; ciò ha richiesto la sostituzione del focolare con un apparato capace di iniettare miscele combustibile liquido - comburente gassoso nella camera di combustione. Tali dispositivi sono detti bruciatori.
Le caldaie a basamento sono state le prime costituenti degli impianti di riscaldamento degli edifici; i generatori di calore erano alimentati principalmente con il carbone, la nafta e il gasolio. Le caldaie a gas sono comparse solo negli anni 1980, inizialmente a camera aperta, successivamente a camera chiusa.
Oggigiorno la maggior parte dei bruciatori e della caldaie domestiche funzionano a gas metano. Il gasolio e i combustibili solidi sono banditi, tramite la restrizione dei parametri della combustione "Rendimento" e "NOx", in molte regioni italiane.
La direttiva europea Case Green dell'aprile 2024 vieta i sussidi per le caldaie autonome a combustibili fossili a partire dal 2025 e ne prevede l'eliminazione completa entro il 2040.

## Costruzione
Nella caldaia si distinguono essenzialmente:
- il focolare o bruciatore: organi di ingresso dell'energia termica; sul focolare, o grazie al bruciatore, si costituisce una miscela non stechiometrica tra il carbonio (o altro elemento ossidato) contenuto nel combustibile e l'ossigeno contenuto nell'aria, in modo da realizzare una fiamma tale da trasmettere il calore sia per conduzione termica tramite i fumi caldi di combustione, sia per irraggiamento;
- l'ambiente: contenente il focolare (o il bruciatore) è detto camera di combustione; nel caso di focolari a combustibile solido è prevista una camera, detta cinerario, solitamente sottostante la griglia del focolare, in cui si accumulano le ceneri di combustione prima di essere estratte; nelle caldaie a pellet la cenere viene eliminata con i gas di scarico; la camera di combustione è solitamente in leggera depressione nel caso di combustibile solido; in presenza di un bruciatore la camera è a volte a pressione superiore all'atmosferica;
- il fascio tubiero (non presente in genere nelle caldaie per riscaldamento): assieme di tubi che collegano, nelle caldaie a tubi di fumo il focolare al camino, e in quelle a tubi d'acqua i corpi cilindrici. Il fascio tubiero ha la funzione di aumentare per quanto possibile la superficie di scambio tra fumi e acqua;
- il camino: condotto esterno di dispersione dei prodotti di combustione esausti.

## Classificazione

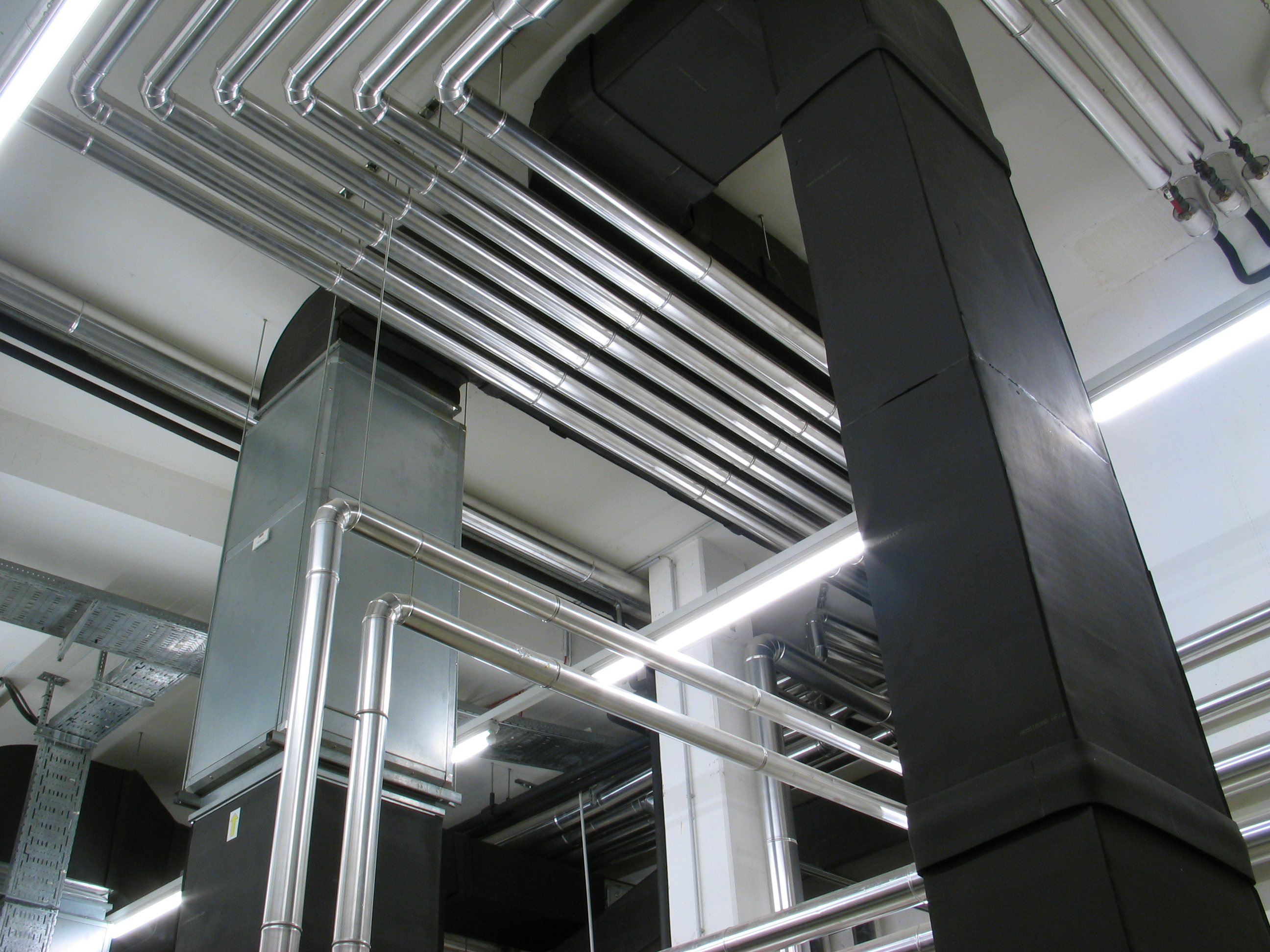
Luogo attrezzato per ospitare le caldaie

Come visto, si possono classificare le caldaie secondo:
- il tipo di riscaldamento (esterno/interno);
- il profilo di circolazione dell'acqua e dei fumi (a tubi d'acqua/tubi di fumo)
- la circolazione dell'acqua (naturale, assistita o forzata)
- il contenuto d'acqua in rapporto alla superficie (grande, medio, piccolo, piccolissimo)
- la pressione massima di esercizio
- la produzione massima oraria di vapore
- il tipo di combustibile (gas metano, GPL, gasolio, biomassa)

Si possono inoltre classificare per:
- tipo di installazione (fissa, semifissa, locomobile, locomotiva, a basamento, a muro)
- tipo di focolare (a combustibile solido, a combustibile liquido, a recupero).
- la maggior parte delle caldaie sono concepite per uso continuativo e definito, e vengono installate in un punto preciso definito in base a considerazioni pratiche. Sono quindi installate in modo permanente, e possono essere rimosse solo dopo importanti lavori di demolizione. Queste sono le caldaie fisse.
- alcune caldaie, pur essendo installate in punti definiti da altre considerazioni, hanno una relativa facilità di spostamento; tipicamente la caldaia in quanto tale è un monoblocco completo di accessori, esclusi l'alimentazione del combustibile ed eventualmente accessori esterni quali il camino. Queste sono le caldaie semifisse.
- esistono poi caldaie che contengono in sé tutti gli accessori necessari al funzionamento, incluso un serbatoio del combustibile (solido, liquido o gassoso), e che spesso hanno mobilità facilitata, essendo montate su ruote e quindi trainabili; utilizzate ad esempio per usi di cantiere. Queste caldaie sono delle locomobili.
- infine, una caldaia locomobile in cui l'energia di spostamento è data dalla caldaia stessa grazie all'installazione di un motore a vapore è detta locomotiva. Ne è ovviamente un esempio la motrice a vapore dei treni.

## Caldaie per usi civili

Rendimento dei vari tipi di caldaie
η) Rendimento standard calcolato con il PCI (potere calorifico inferiore)
φ) indice di carico
ON/OFF) Bruciatore monostadio o acceso o spento
2S) Bruciatore bistadio
4S) Bruciatore a 4 stadi
M. Hi η) Bruciatore ad alto rendimento
M. C.) Bruciatore con modulante a condensazione

Negli usi civili le caldaie si distinguono in base alla potenza termica nominale (Pn). Un altro parametro che compare tra i dati di targa delle caldaie è la portata termica nominale, più correttamente esplicabile come potenza termica calcolata al focolare considerando il potere calorifico inferiore del combustibile. Il rapporto tra la potenza termica nominale e la portata termica nominale dà il rendimento della caldaia al 100% della potenza.
Per gli appartamentini condominiali con riscaldamento autonomo, in considerazione dei ridotti spazi per la posa in opera di caldaie di altro tipo, è invalso, anche per effetto della crescente metanizzazione in atto sul territorio nazionale, l'uso di caldaie del tipo murale.

### Caldaie murali[10][11]

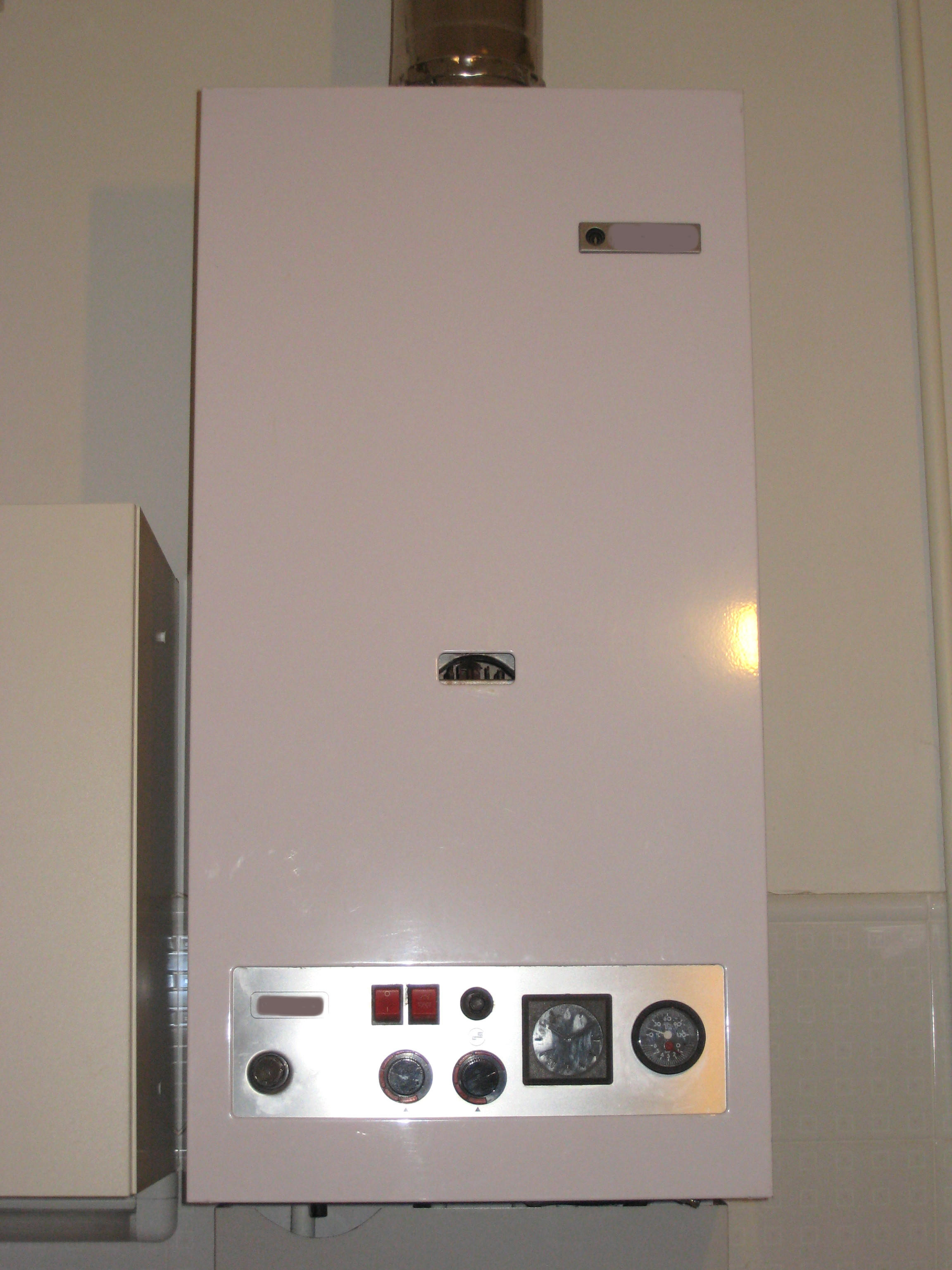
Caldaia murale per uso domestico

Sono generalmente realizzate con uno scambiatore in acciaio e consentono la necessaria compattezza dimensionale; gli scambiatori in questi tipi di caldaia sono in acciaio austenitico, atto a resistere alle temperature di fiamma e alla corrosione legata al processo di combustione. Questo tipo di generatore di calore è, in alcuni casi, dotato di bollitore di ridotte dimensioni per la produzione di acqua calda sanitaria e alta capacità di scambio e, in altri casi, di scambiatore sanitario a scambio rapido, a forma di bollitore a serpentina di piccole dimensioni, detto scambiatore a piastre (produzione di acqua calda di tipo istantaneo). Le caldaie murali si suddividono in tre tipi:
- Tipo A: a camera aperta senza canna fumaria: non è più a norma, doveva essere collocata in spazi aperti;
- Tipo B: a camera aperta con canna fumaria a tiraggio naturale: deve essere collocata in locali aerati, con assoluta esclusione di bagni, camere da letto e di locali dove siano presenti camini privi di autonoma presa d'aria, o all'aperto, per prevenire la formazione nei locali di ossido di carbonio per carenza di ossigeno;[12]
- Tipo C: a camera chiusa con canna fumaria a tiraggio forzato: poiché è stagna l'aria comburente viene prelevata dall'esterno attraverso una tubazione, può quindi essere collocata in qualsiasi locale eccetto l'autorimessa, purché ventilato (al fine di prevenire concentrazioni di gas a seguito di perdite dalle giunzioni);

Anche per effetto della normativa vigente (D.P.R. n. 74/2013, Legge n. 10/1991), tendente anche a garantire la sicurezza relativamente allo scarico dei prodotti di combustione, il mercato italiano si è andato evolvendo verso l'installazione di caldaie a camera stagna a tiraggio forzato. In questa caldaia la combustione avviene in una camera chiusa (stagna) rispetto all'ambiente circostante, ciò comporta la necessità di prelevare aria comburente dall'esterno tramite apposite condotte, con conseguente necessità di dotare la caldaia stessa di un elettroventilatore con funzione di prelievo dell'aria esterna e per forzare (tiraggio forzato) l'espulsione dei prodotti di combustione verso il camino che li disperde. Se da un lato quest'ultimo tipo di caldaia garantisce la sicurezza rispetto al travaso di gas di combustione all'interno degli ambienti, dall'altro fa insorgere problematiche legate allo scarico dei prodotti della combustione e alle relative condotte di fumisteria, che risultano in pressione e che devono garantire (anche nel tempo) la tenuta. Le caldaie murali possono essere per installazione interna o per installazione esterna in appositi armadi di contenimento.
Un'evoluzione tecnica di questo tipo di caldaia si è avuta con l'introduzione sul mercato nel 1989 delle caldaie a condensazione dal costruttore Junkers. Questo tipo di generatore di calore ha la caratteristica di recuperare il calore di condensazione ed è pertanto caratterizzato da rendimenti termici eccezionali, oltretutto con un'emissione di ossido di carbonio e di altri residui pericolosi assai contenuto. Queste caldaie sono quasi sempre del tipo a tiraggio forzato con combustione realizzata premiscelando l'aria al combustibile e rappresentano il futuro nella realizzazione di generatori di calore.

### Caldaie a basamento
Questo tipo di caldaia, assai più ingombrante rispetto alla precedente, è generalmente dotata di bollitore ad alta capacità, che richiede per la sua collocazione i necessari spazi; può essere del tipo a camera aperta o a camera stagna. Generalmente le caldaie a camera aperta vengono installate in un locale adibito a centrale termica, mentre nel caso di collocazione all'interno dell'unità abitativa per effetto della normativa di sicurezza vigente si provvede all'installazione di caldaie a camera stagna. La superiore capacità del bollitore garantisce una maggiore possibilità di utilizzo contemporaneo di più punti di prelievo di acqua calda sanitaria. Lo scambiatore di questo tipo di caldaia può essere in acciaio, in lega di alluminio o alluminio-silicio (es. nelle caldaie murali) o a elementi di ghisa. Per il funzionamento a combustibile liquido (gasolio) o solido (legno o pellet), data la conformazione diversa della camera di combustione, la struttura è generalmente realizzata in acciaio con bollitore incorporato o meno, in funzione delle esigenze dello stabile. Per il civile (salvo usi particolari), le caldaie sono generalmente a tubi di scarico con temperature di funzionamento inferiori a 10 °C. Il mercato negli ultimi anni ha subito una brusca accelerata, sia per effetto delle normative di sicurezza e risparmio energetico, sia per una evoluzione tecnologica relativa al controllo della combustione e alla termoregolazione. Le soluzioni che offre il mercato sono le più disparate. Si tratta in questo caso di adottare la migliore tecnologia in funzione degli ambienti da riscaldare, degli spazi a disposizione, del tipo di distribuzione e della tipologia di impianto che si intende realizzare.

### Caldaia a fiamma inversa
La caldaia a fiamma inversa è un tipo di caldaia a biomassa, dove la fiamma si sviluppa verso il basso.
Le caldaie a legna a fiamma inversa sono di tre tipi: 
- ad aspirazione atmosferica senza elettroventilatore;
- soffiate, ossia con ventilatore che lavora "in spinta" sui fumi;
- aspirate, cioè con elettroventilatore che lavora in aspirazione dei fumi.

In quest'ultimo caso, a caldaia in esercizio e con elettroventilatore acceso anche aprendo lo sportello non esce fumo.
Uno dei suoi vantaggi è che vi si può riempire tutto il focolare di legna, senza che venga bruciata tutta insieme. Man mano che la legna viene consumata dal fuoco, scende verso il basso. Una carica di legna viene consumata in alcune ore ed è opportuno accumularne il calore prodotto in un proporzionato accumulatore termico inerziale (cosiddetto "puffer"), anche perché per tutelare l'integrità delle caldaie a legna da condense e incrostazioni corrosive è fondamentale consumare la carica della legna senza soste; altra importante funzione dell'accumulatore termico inerziale è quella di rilasciare calore all'impianto di riscaldamento a intermittenza e a una temperatura più bassa di quella di lavoro della caldaia a legna, che è superiore ai 70 °C. Lo scambio di calore in queste caldaie è di solito molto efficiente perché sono equipaggiate di vari dispositivi, tra cui regolatori di tiraggio termomeccanici, apparato di controllo della temperatura fumi elettronico, ecc.

## Rischi
I rischi solitamente associati alle caldaie/bollitori di acqua a tiraggio naturale sono i rischi da ostruzione della canna fumaria. Quando il tiraggio della suddetta canna venga meno, per esempio a causa di nidificazione sulla zona posta all'uscita dei fumi da parte di volatili, il condotto accumulerà pressione fino a scaricarla nell'ambiente in cui è installato il generatore, causando intossicazione da monossido di carbonio (CO) alle persone che sostino nei pressi del generatore. Esistono termostati posti sullo scarico fumi, che intervengono nel caso in cui vi sia rigurgito dei prodotti della combustione e quindi innalzamento della temperatura allo scarico spegnendo il bruciatore.
I rischi associati a caldaie a tiraggio forzato, con bruciatore atmosferico o premiscelato, derivano invece solitamente da mancanza di manutenzione. In particolar modo le recenti caldaie a condensazione per uso domestico richiedono una scrupolosa manutenzione annuale. Nel caso estremo in cui un bruciatore non venga aperto per più anni, la guarnizione flangia che separa la camera stagna dall'interno del bruciatore può cedere (a causa del calore) lasciando fuoriuscire i prodotti della combustione o addirittura le fiamme che andranno a danneggiare gravemente l'apparecchio. È assai difficile che una situazione del genere possa degenerare in un incendio, in quanto le prime "vittime" del fuoco all'interno della camera stagna sarebbero i cablaggi che collegano alla scheda principale gli organi di regolazione e sicurezza. Mancando anche solo uno di questi collegamenti, l'elettrovalvola di adduzione gas sarebbe istantaneamente chiusa. È pertanto assolutamente sconsigliabile far passare un intervallo di tempo superiore ai 12 mesi tra una manutenzione ordinaria e un'altra.